# Военные реформы в Беларуси (1994—2005)

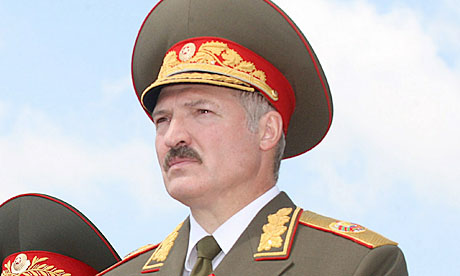
Президент Белоруссии Александр Лукашенко — главнокомандующий и инициатор реформ 1994—2005 гг.

Военные реформы 1994—2005 годов в Беларуси — комплекс мероприятий в Республике Беларусь, направленных на преобразование вооружённых сил. Реформирование началось с установлением правительства Александра Лукашенко и завершилось в 2005—2006 годах. Данный этап военного строительства характеризуется появлением новых родов войск, обновлением военной доктрины, упорядочиванием военно-промышленного комплекса и идеологической работы, усовершенствованием системы управления войсками и их комплектования, реформированием большинства объединений, соединений, воинских частей и учреждений, а также преодолением кризисных явлений 1990-х годов.

## Предыстория
С обретением независимости в 1991 году Беларуси досталась группировка Вооружённых Сил СССР Белорусского военного округа. Эти силы значительно превышали по численности военно-политические потребности и социально-экономические возможности государства. Кроме того, контингент войск по боевому составу, структуре и оперативно-стратегическому построению не соответствовал международной и внутренней обстановке. В 1992—1996 годах проведена демилитаризация страны: были расформированы или реформированы 250 воинских частей, сокращена численность армии, ликвидированы излишки запасов вооружений, вывезены ядерные боеголовки.
В 1994-м к власти пришёл Александр Лукашенко. Министр обороны Леонид Мальцев (1995—1996 и 2001—2009) и руководитель аналитического центра ЕсооМ Сергей Мусиенко определяли запуск реального реформирования армии именно на начало его президентства.
Немалому количеству военных импонировал политик. Генералитет и офицеры ждали, какие шаги предпримет президент в отношении армии.
У нового лидера имелись мотивы для начала модернизации вооружённых сил. Во-первых, Лукашенко был недоволен уничтожением техники Белорусского военного округа. Во-вторых, глава государства опасался расширения блока НАТО. Он в первые же недели своего правления решительно остановил утилизацию бронемашин и самолётов. На этом фоне в начале 1995 года официальный Минск приостановил выполнение Договора об обычных вооружённых силах в Европе. Тогда Лукашенко всерьёз намеревался остановить и вывоз стратегического оружия, которое он предлагал России оставить в республике. На тот период на её территории ещё находились 72 ядерные боеголовки.
К этому времени престиж службы в армии резко упал. Были уволены тысячи офицеров и прапорщиков, увеличивалось число желающих перевестись в Вооружённые Силы России. Убывали лучшие специалисты лётного состава, десантники, медики. От общего числа десантников убыло до 40%. Показательной в этом плане является динамика денежного довольствия офицеров. С 1991 года денежное содержание военнослужащих уменьшилось в несколько раз. В 1994 году размер денежного довольствия составил: командир взвода — 22 доллара, командир полка — 35 долларов.
В начале 1990-х годов возникла проблема и с призывом на военную службу, что привело к снижению укомплектованности почти на 25%. Возросло число уклонистов от военной службы. Всё это закономерно отразилось на состоянии армии, в особенности воинской дисциплины. Под угрозой оказался и моральный дух. В 1993—1994 годах преступления и происшествия в армии возросли в несколько раз. К 1994 году число самоубийств в расчёте на 1000 военнослужащих увеличилось более чем в четыре раза в сравнении с 1990—1991 годами. В этом же году в Вооружённых Силах был зафиксирован самый высокий коэффициент преступности (10,9) за всю историю Белорусского военного округа и современной белорусской армии.

## Деятельность Мальцева

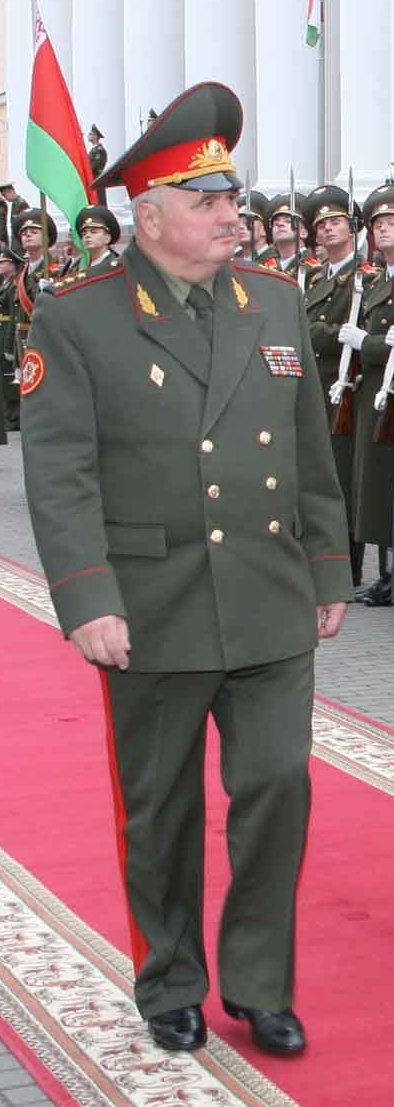
Л. М. Мальцев.

Во второй половине 1990-х годов Лукашенко искал на должность министра обороны человека, способного провести серьёзные преобразования. Сперва на этом посту находился Анатолий Костенко. Затем пришёл Леонид Мальцев, которого позже сменил Александр Чумаков. Однако в марте 2001 года оборонное ведомство вновь передано Мальцеву. Во второй раз Лукашенко дал министру полный карт-бланш в осуществлении преобразований в войсках.
Первым делом в начале 2000-х были обновлены Концепция национальной безопасности и Военная доктрина Республики Беларусь, а также ряд других важных документов.
Вскоре министр организует и проводит крупнейшее на постсоветском пространстве того времени оперативно-тактическое учение «Неман-2001». В нём задействовали порядка 9—10 тысяч военнослужащих, более полутора тысяч единиц техники, в том числе и новых видов вооружений, свыше 130 комплексов ПВО. Учебно-боевые действия развернулись одновременно на нескольких полигонах — Гожском, Домановском, Обуз-Лесновском, Ружанском и других. В качестве эксперимента на «Нёмане-2001» были развернуты и реально действовали новые органы военного управления — генеральный штаб, главный штаб сухопутных войск, объединённый штаб ВВС и ПВО, управление территориальными войсками. Эксперимент с данными структурами показал хорошие результаты.
Важной особенностью учения стало участие в нём сил пограничных и внутренних, а также военизированных подразделений МЧС. Все силовые структуры действовали под руководством министра обороны и генерального штаба. При разработке замысла и плана учения максимально использован опыт боевых действий последних лет в различных «горячих точках». Особенно во внимание брался Югославский конфликт. Исходя из него отработана организация информационного противоборства с использованием средств радиоэлектронной борьбы и оперативной маскировки.
Лукашенко лично интересовался ходом отработки задач, активно общался с военными. Именно тогда он впервые появился среди офицеров и солдат в полевой форме главнокомандующего — с большим гербом страны на погонах и широкой «маршальской» кокардой на головном уборе. Эти учения убедили президента в правильности ставки на Мальцева.

## Организация и структура
В ходе реформ создана новая система управления. Так, например, в 2001—2002 годах конкретизированы функции органов управления, упразднены дублирующие структуры, повышена эффективность работы. Реорганизован ряд подразделений военного ведомства. В это же время Главный штаб ВС РБ преобразован в Генеральный.

### Видовая структура
1 ноября 1994 года Министерство обороны Республики Беларусь было переведено на новый штат. Произошёл переход на двувидовую структуру Вооружённых Сил: сухопутные войска и военно-воздушные силы.
В декабре 2001 года на базе 28-го армейского корпуса (бывшая 28-я армия) создано Западное оперативное командование. Одновременно 65-й армейский корпус (сформированный в 1994-м из 7-го армейского корпуса, который в 1993-м создан на базе 7-й танковой армии) преобразован в Северо-западное оперативное командование.
В том же году проведено объединение Военно-воздушных сил и Войск ПВО в единую структуру. В основу были положены результаты, полученные в ходе глубоких теоретических исследований в области ведения вооружённой борьбы в современных условиях. На практике и в качестве эксперимента работа объёдиненного штаба ВВС и войск ПВО впервые была опробована в ходе учения «Нёман-2001». Реально оценивая важность оперативности управления силами и средствами обнаружения и поражения воздушного противника, в 2002 году было осуществлено формирование двух оперативно-тактических командований ВВС и войск ПВО — Западного и Северо-западного.

### Мобильные силы

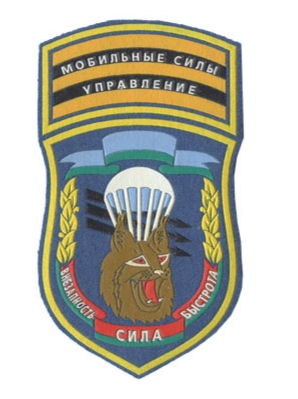
Нашивка управления мобильных сил.

В июне 1995 года Александр Лукашенко издал указ о создании мобильных сил, в которые вошли 103-я гвардейская воздушно-десантная дивизия, переформатированая в бригаду, и 38-я отдельная гвардейская десантно-штурмовая бригада. В сентябре подразделения ВДВ заработали в новом формате.
На базах 103-й дивизии и 38-й бригады созданы 38-й, 317-й и 350-й отдельные гвардейские мобильные бригады, а также 357-й отдельный гвардейский учебного батальон. В 2002 году 317-я, 350-я бригады и 357-й батальона объединены в 103-ю бригаду, чьи отдельные батальоны получили номера 317, 350 и 357. При бригаде сформирован 33-й отдельный отряд спецназа, получивший негласное наименование «СДО» (специальный диверсионный отряд). В 2005-м там же образована миротворческая рота.
Мобильные части вошли в состав Сухопутных войск. Общее руководство подразделений осуществляло управление мобильных сил.
В начале 2000-х гг. мобильные бригады переподчинены Генеральному штабу, а в составе оперативного управления создан отдел сил специальных операций, что повысило уровень организованного управления мобильными частями и подразделениями спецназначения. В 2004-м отдел реорганизован до управления.
При создании мобильных войск предполагалось, что задачи у них будут общевойсковыми. На учениях подразделениям поручали вести как наступательные, так и оборонительные действий, а также прикрытие отдельных направлений. Мобильность, что являлось главным их преимуществом, командование фактически не использовало. Однако позднее соединения мобильных сил стали отрабатывать отдельные задачи специальных действий, связанные, в основном, с противодействием незаконным вооружённым формированиям и десантно-диверсионным силам противника.

### Территориальная оборона
В начале 2000-х, в условиях сокращения численности Вооружённых Сил и снижения уровня вооружений, одним из наиболее экономичных путей компенсации сил и средств, поддержания обороноспособности государства на должном уровне стала организация территориальной обороны. Опираясь на зарубежный опыт, военное командование пришло к выводу, что серьёзная угроза для страны может отходить не только от иностранного государства, но и от экстремистских и террористических группировок. Исходя из войн в Афганистане и Чечне, где значительно расширились и увеличились масштабы ущерба от диверсионной работы, возникла необходимость создания тыловых охранных подразделений. Исторический опыт, особенно Великая Отечественная война, показал, что в случае полномасштабной войны партизанские операции способны значительно сковать и ослабить силы противника. Все эти факторы способствовали созданию территориальных войск.
В 2002 году на Борисовском военном полигоне в ходе оперативно-тактического учения «Березина-2002» впервые были отработаны практические действия территориальных войск.

### Военно-промышленный комплекс
30 декабря 2003 года выходит указ президента № 599. На основании документа контролирующие и координирующие функции в деятельности всех организаций ВПК страны переданы только что образованному Государственному военно-промышленному комитету, что позволило увеличить эффективность и результативность работы в военно-технической сфере, придав ей должную системность, упорядоченность и плановый характер.
С этого момента началась модернизация ранее разработанных образцов и давно имеющихся в распоряжении Беларуси вооружений. В стране налажен выпуск отечественных средств и систем огневого поражения, военной радиоэлектроники, оптики, оптоэлектроники, программных комплексов для военных информационных систем и систем управления оружием. Изделия были представлены на специализированных международных выставках и салонах. Разработки белорусского ВПК заинтересовали иностранных покупателей, которые активно покупали его продукцию.
Ранее оборонный сектор белорусской экономики был разобщён по причине ведомственной принадлежности к различным отраслям промышленности.

## Прочие сферы

### Образовательный комплекс
В конце 1990-х и начале 2000-х проведены качественные преобразования системы военного образования. Завершена перестройка системы подготовки младших командиров и военных специалистов. Создана система подготовки специалистов, подобную военному учебному заведению. На базе учебных полков 72-го Объединённого учебного центра созданы школы подготовки младших специалистов. При этом обеспечивающие функции легли на центры тылового и технического обеспечения. В результате повышено качество подготовки курсантов, исключен их отрыв от боевой подготовки. На базе центра создана также школа прапорщиков. В период с 2001 по 2005 год в ней прошли обучение более 2100 человек, в том числе более ста женщин.
В государственных ВУЗах началось преподавание военных дисциплин. В 2004 году создан военный факультет в Гродненском государственном университете. Подготовка в гражданских вузах в несколько раз дешевле, чем подготовка этих же специалистов в военных учебных заведениях иных государств, поэтому удалось несколько сэкономить. Одновременно, с учётом того, что количество офицеров запаса значительно превышало потребности Вооружённых Сил, а по ряду специальностей младших военных специалистов ощущался определённый дефицит, с 2003 года решено перейти к обучению на военных факультетах и кафедрах студентов по программе младших специалистов.

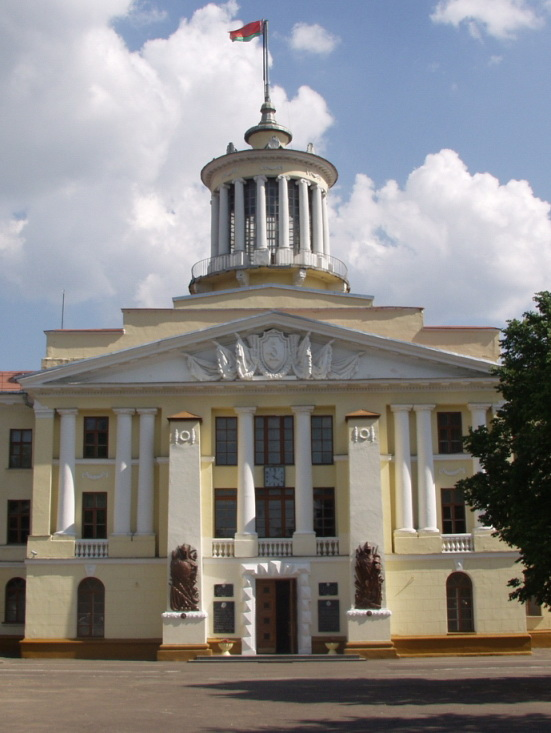
Главный корпус Военной академии.

Важный шаг был сделан 17 мая 1995-го, когда указом президента основана Военная академия Республики Беларусь. Она стала головным учреждением образования в системе подготовки, переподготовки и повышения квалификации военных кадров. ВУЗ получил семь факультетов — общевойсковой, связи и автоматизированных систем управления, факультет ракетных войск и артиллерии и ракетно-артиллерийского вооружения, противовоздушной обороны, военной разведки, авиационный, внутренних войск. Запущена подготовка специалистов по 19 специальностям, 6 направлениям и 31 специализации. Преподавательский коллектив был укомплектован около 700 преподавателями, среди которых 20 докторов и 250 кандидатов наук, 25 профессоров и 200 доцентов.
Академия создана на базе двух учреждений — Минского высшего военного инженерного и Минского высшего военного командного училищ.

### Идеологическая работа
Идеологическая работа в Вооружённых силах Республики Беларусь в первой половине 1990-х переживала кризис. Ситуацию спасали лишь энтузиасты из числа офицеров. В 1995—2003 годах в направлении идеологической работы были проведены различные эксперименты и исследования, которые позднее привели к появлению эффективных и устойчивых моделей управления, укрепив порядок в армии. В ходе реформ 2004—2005 годов и создания главного управления идеологической работы воспитательная деятельность была окончательно упорядочена.
В первой половине 2000-х годов разработана новая правовая база для идеологической работы, изменены некоторые её аспекты. Если раньше воспитательная деятельность проводилась исключительно с военнослужащими, то теперь в неё включены и гражданские работники Вооружённых сил. В 1994—2004 годах политическая работа проводилась в системе государственно-правовой подготовки. В 2005 году вместо занятий по государственно-правовой подготовке введены занятия по идеологической подготовке.
В основу легла официальная государственная идеология, так называемая «идеология белорусского государства» — юридически оформленная система идей, идеалов и ценностей, которая отражает цели и особенностям белорусского пути общественного развития. Базовые принципы и цели развития белорусского государства закреплены в конституции. В фундаменте находятся безопасность, территориальная целостность, независимость, суверенитет и благосостояние граждан. Обеспечение этого непосредственно связано с функциями и задачами вооружённых сил.

### Борьба с преступностью
В 2001—2009 годах Леонид Мальцев достиг значительных успехов в деле наведения порядка в армии. В частности, значительно сокращены случаи дедовщины, преступности и самоубийств в воинских частях.
Беларусь имела самый низкий уровень преступности среди армий мира. Коэффициент преступности (количество правонарушений на 1 тыс. военнослужащих) в 2005 г. составлял 3,4 %, в то время как в 1994-м — 10,9 %. В 2008 г. индекс преступной активности в белорусских Вооружённых Силах составил 3,6. В свою очередь, в 1994 г. количество самоубийств в вооружённых силах составляло 42 случая на 100 тыс. военнослужащих, в то время в 2008 г. оно сократилось почти в 4 раза, причём все они связаны исключительно с болезненными состояниями, а не с неуставными взаимоотношениями. По данным белорусского Минобороны, если в 2008 г. в целом по стране лишали себя жизни примерно 3 человека из 10 тыс., то в армии этот показатель составлял около 1 на 10 тыс. человек — в три раза меньше.

## Итоги
Во второй половине 1990-х удалось решить многие проблемы, связанные с созданием органов военного управления, подготовки кадров. Было реформировано большинство объединений, соединений, воинских частей и учреждений, введён принцип территориального комплектования войск военнослужащими срочной службы, оптимизирована система подготовки войск.
Активное развитие получил новый вид военной службы — военная служба по контракту.
В 2005 году было завершено реформирование, созданы все системы, необходимые для функционирования армии в новых условиях. Были достигнуты положительные результаты по всем основным направлениям преобразований: в совершенствовании системы управления, укреплении базы мобилизационного развертывания и оптимизации организационной структуры, совершенствовании системы комплектования войск и подготовки младших военных специалистов, а также системы военного образования. В последующем строительство и развитие Вооружённых Сил осуществлялись в динамичной, быстро меняющейся обстановке. На основе глубокого анализа военно-политической обстановки, результатов научных исследований, а также обобщения опыта военных конфликтов, результатов оперативной подготовки, в том числе крупномасштабных учений, были разработаны планы строительства и развития армия на каждое пятилетие.

### Книги
- Гура А.Н., Бузин Н.Е., Даниилов А.М. и др. Армия белорусского народа : к 100-летию вооруженных сил Республики Беларусь. — Минск : «Беларусь», 2018. — P. 264.
- Гура А.Н., Бузин Н.Е., Даниилов А.М. и др. Армия белорусского народа : к 105-летию вооруженных сил Республики Беларусь. — Минск : «Беларусь», 2023. — P. 347.

### Статьи
- Валерий Ковалев. «Неман-2001» // Красная звезда, 18 августа 2001.
- Вооруженные Силы: реформирование завершено. Строительство и развитие продолжается // СБ. Беларусь Сегодня, 18 октября 2005
- Игорь Плугатарев. Главком Лукашенко и его армия // Электронное периодическое издание Оборона. Ру, 4 июня 2011.
- ДОСЬЕ: К 100-летию Вооруженных Сил Республики Беларусь // БЕЛТА, 22 февраля 2018.
- Национальная безопасность. Вооруженные Силы. Часть 1. // СБ. Беларусь Сегодня, 20 марта 2020.
- Национальная безопасность. Вооруженные Силы. Часть 2-я // СБ. Беларусь Сегодня, 27 марта 2020.